# Felix Scott
Felix Scott é um ator britânico, que desempenhou o papel de Charlie Thomas na soap opera The Archers, exibida pela BBC Radio 4.
Scott também apareceu em séries de televisão: Holby City, Wolf Hall e Missing; e no filme de 2010, A Origem.